# 李准 (文艺评论家)
李准（1939年—），笔名方非、礼谆，男，山东邹平人，中国文艺评论家，曾任《光明日报》总编室副主任，中共中央宣传部文艺局副局长，中国文艺评论家协会名誉主席。